# Phân ngành Chân kìm
Phân ngành Chân kìm (hoặc ngành), danh pháp khoa học Chelicerata, là một trong số các phân nhánh chính của ngành (hoặc liên ngành) chân khớp, và bao gồm cua móng ngựa, bọ cạp, nhện và mites. Chúng có nguồn gốc từ các động vật biển, có thể từ giai đoạn Cambri, nhưng các hóa thạch chelicerata đã được xác nhận đầu tiên là eurypteridae có tuổi từ 445 triệu năm trong kỷ Ordovic muộn.
Các loài động vật biển còn sống trong phân ngành này gồm 4 loài thuộc Xiphosura, và có thể gồm 1.300 loài nhện biển (Pycnogonida) nếu chúng được xếp vào nhóm chelicerata. Mặc khác có hơn 77.000 loài chelicerata thở bằng không khí đã được xác định rõ ràng và có thể có khoảng 500.000 loài chưa được xác định.

## Đa dạng
Chelicerata là một trong các nhóm động vật đa dạng nhất với hơn 77.000 loài còn tồn tại đã được xác nhận trong các ấn phẩm khoa học. Một số nguồn ước tính rằng có thể có 130.000 loài nhện chưa được miêu tả và gần 500.000 loài bọ ve chưa được miêu tả. Trong khi các loài chelicerata đầu tiên nhất và Pycnogonida còn tồn tại (nếu chúng là chelicerata) và Xiphosura là các động vật biển hô hấp từ oxy hòa tan trong nước, phần lớn các loài còn tồn tại là thở bằng không khí, mặc dù một vài loài nhện xây tổ "diving bell" có thể giúp chúng sống dưới nước. Giống như các tổ tiên của chúng, hầu hết các loài chelicerata còn sống là các động vật ăn thịt, chủ yếu là ăn các động vật không xương sống nhỏ. Tuy nhiên một số loài ăn ký sinh trùng, thực vật, xác chết và detritivore.
| Đa dạng của các loài chelicerata còn tồn tạis |                         |                                                 |
| Nhóm                                          | Số loài đã được miêu tả | Thức ăn                                         |
| Pycnogonida (nhện biển)                       | 500                     | Carnivorous                                     |
| Xiphosura (sam)                               | 4                       | Carnivorous                                     |
| Araneae (nhện)                                | 34,000                  | Carnivorous; 1 vegetarian                       |
| Acari (bọ ve)                                 | 32,000                  | Carnivorous, parasitic, vegetarian, detritivore |
| Opiliones (Bộ Chân dài)                       | 5,000                   | xác chết, thực vật, detritivore                 |
| Pseudoscorpiones (Bọ cạp giả)                 | 3,200                   | Carnivorous                                     |
| Scorpiones (bọ cạp)                           | 1,400                   | xác chết                                        |
| Solifugae (nhện lông)                         | 900                     | Carnivorous, omnivorous                         |
| Schizomida (small whipscorpions)              | 180                     |                                                 |
| Amblypygi (whipspiders)                       | 100                     |                                                 |
| Uropygi (Thelyphonida – đuôi roi)             | 90                      | Carnivorous                                     |
| Palpigradi (micro whipscorpions)              | 60                      |                                                 |
| Ricinulei                                     | 60                      |                                                 |